# Samsung SGH-A177
O Samsung SGH-A177 é um dispositivo móvel de comunicação que possui um teclado QWERTY integrado e um formato retangular. Foi produzido pela Samsung em 2009 e comercializado exclusivamente pela operadora AT&T no mercado estadunidense. Suas especificações técnicas incluem uma tela de 2,2 polegadas, uma câmera de resolução VGA e 64 MB de capacidade de armazenamento. Seu desenho apresenta uma combinação de cores preta e cinza e uma superfície texturizada na parte posterior. O aparelho oferece conectividade via Bluetooth 2.0 e USB para transferência de dados e recarga de bateria.